# CT Marcílio Dias (D-25)
El CT Marcílio Dias (D-25), originalmente construido como USS Henry W. Tucker (DD-875), fue un destructor clase Gearing que sirvió en la Armada de los Estados Unidos y en la Marina de Brasil.

## Construcción
Fue construido en el astillero de Consolidated Steel en Orange, Texas, el trabajo inició el 29 de mayo de 1944, y el casco fue botado el 8 de noviembre del mismo año y, el 12 de marzo de 1945, fue comisionado en la Armada de los Estados Unidos. El buque tenía un desplazamiento de 2425 t con carga estándar —y 3500 con carga plena—, una eslora de 119 m, una manga de 12,6 m y un calado de 5,8 m. Su propulsión se componía por cuatro calderas Babcock & Wilcox, dos turbinas General Electric y dos hélices. El buque desarrollaba una velocidad de 32 nudos. Su armamento consistía en cuatro cañones MK-38 de 127 mm distribuidos en dos torres, un lanzatorpedos de ocho tubos Asroc y dos lanzatorpedos triples MK-32.
Su armamento consistía en cuatro cañones MK-38 de 127 mm distribuidos en dos torres.

## Servicio
En la Segunda Guerra Mundial, el Henry W. Tucker fue designado piquete radar (adoptaría la denominación DDR-875). El 22 de diciembre de 1945, ayudó a la ocupación de Japón en Yokosuka y la repatriación de estadounidenses.
En 1951, integró la Fuerza de Tareas 77 en la guerra de Corea.
El 8 de diciembre de 1973, Estados Unidos vendió a Brasil los destructores USS Henry W. Tucker y USS Brinkley Bass, que recibieron los nombres «Marcílio Dias» y «Mariz e Barros», respectivamente.
Brasil dio de baja al buque el 19 de septiembre de 1994.